# 奧霍特尼切 (瓦西利基夫卡區)
48°5′40″N 36°4′22″E / 48.09444°N 36.07278°E
奧霍特尼切（烏克蘭語：Охотниче），是烏克蘭的村落，位於該國中部第聶伯羅彼得羅夫斯克州，由瓦西利基夫卡區負責管轄，處於沃夫恰河左岸，距離盧霍韋和傑巴利采韋0.5公里，2001年人口71。